# Корейская востробрюшка
Корейская востробрюшка (лат. Hemiculter leucisculus) — вид лучепёрых рыб из рода востробрюшек. 

## Описание и биология
Длина тела достигает  29 см при средней длине 16,9 см. Спина зелёно-серая, брюхо — белое. В спинном плавнике есть острая колючка; от горла до анального отверстия тянется киль, не покрытый чешуёй. Обитает в пресной и солоноватой воде с pH 7,0; жёсткостью 15 °dH и температурой от 18 до 22 °C. Пелагическая стайная рыба, держится в русле рек, в протоках и озёрах. Основную часть рациона рыбы составляют зоопланктон, насекомые, ракообразные, водоросли и детрит. Вид имеет второстепенное коммерческое значение, в Китае его консервируют.
Жабры рыбы могут поражатья паразитическим плоским червём Paradiplozoon hemiculteri

## Ареал и местообитание
Ареал вида включает Китай, Северную и Южную Корею, Гонконг, Японию, бассейн реки Амура, Монголию. В результате случайной акклиматизации корейская востробрюшка широко расселилась в водоёмах Средней Азии, была отмечена на юго-западном побережье Каспийского моря, в Иране. В 2021 году была обнаружена в бассейне Волги.